# Provincia di Talara
La provincia di Talara è una delle 8 province della regione di Piura nel Perù.

## Capoluogo e data di fondazione
Il capoluogo è Talara, fondata nel 1826.
La provincia è stata istituita il 16 marzo 1956.
Sindaco (alcalde) (2007-2010): José Alfredo Vitonera Infante

## Superficie e popolazione
- 2799,49 km²
- 122 162 abitanti (inei2005)

## Provincie confinanti
Confina a nord con la regione di Tumbes, ad est con la provincia di Sullana, ad ovest con l'oceano Pacifico e a sud con la provincia di Paita.

## Geografia antropica

### Suddivisioni amministrative
È divisa in sei distretti:
- El Alto
- La Brea
- Lobitos
- Los Organos
- Máncora
- Pariñas

## Festività
- 20 gennaio: san Sebastiano
- 29 giugno: san Pietro
- 8 dicembre: Immacolata Concezione